# Avenida da Liberdade

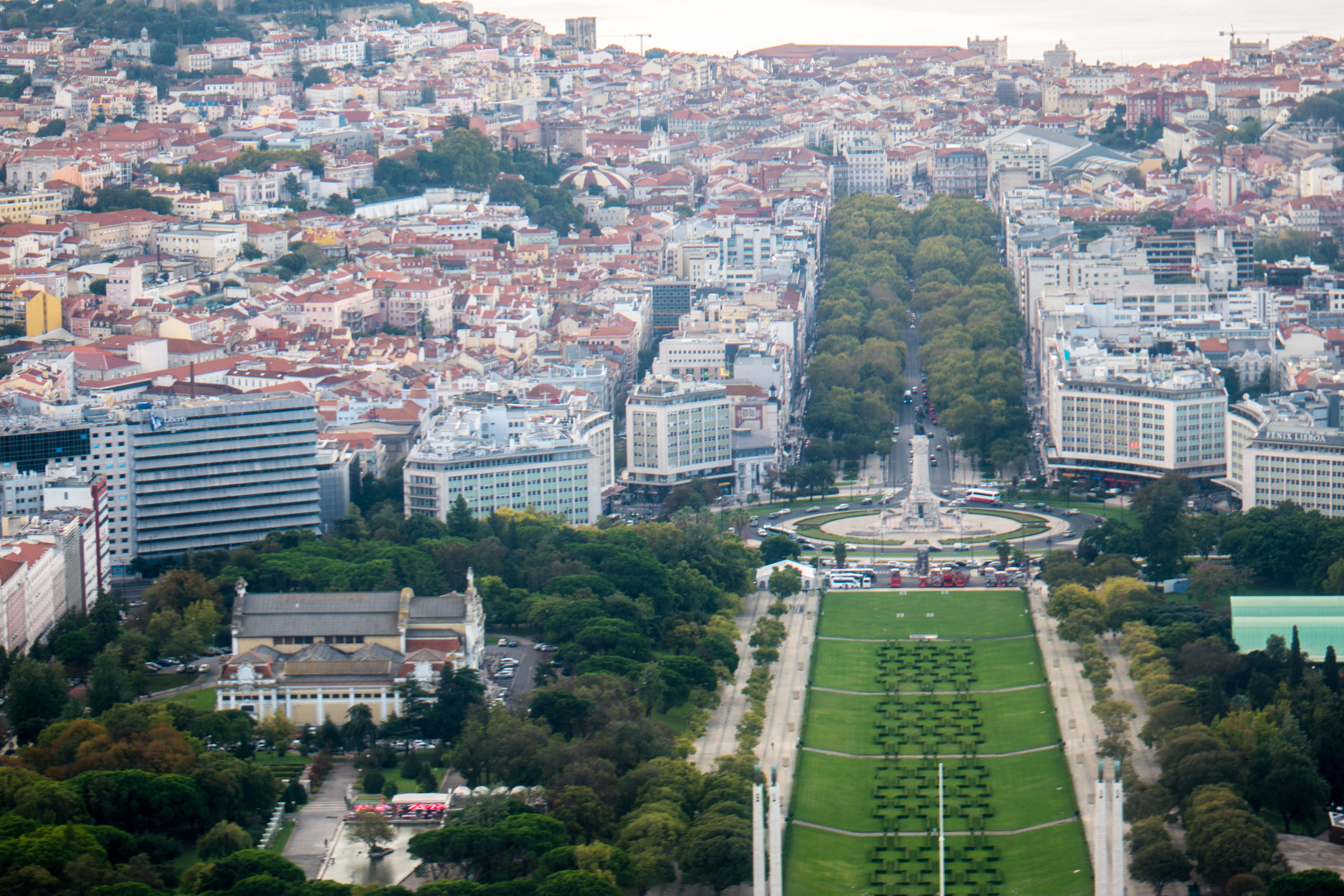
Overzicht van de Avenida da Liberdade

Avenida da Liberdade (Portugees voor "Laan van de vrijheid") is een  boulevard in het centrum van Lissabon, Portugal en staat bekend als een van de duurste winkelstraten van  Europa. Oorspronkelijk was op deze locatie het Passeio Público te vinden, een park dat was aangelegd voor de Portugese adel. In 1879 werd gestart met de omvorming van het park en in 1886 werd de nieuwe boulevard opgeleverd. Sindsdien is het uitgegroeid tot een van de meest luxe winkelbestemmingen van Europa. Naast chique  winkels,  boetieks en  hotels zijn hier ook verschillende  ambassades te vinden.
De boulevard is 90 meter breed en 1100 meter lang, met tien rijstroken gescheiden door voetpaden die zijn versierd met tuinen. Het verbindt het in het noorden gelegen  Praça do Marquês de Pombal met het Praça dos Restauradores, de ingang van de Baixa Pombalina.